# Radovan Vích
Radovan Vích (* 25. prosince 1964 Liberec) je český politik, od října 2017 poslanec Poslanecké sněmovny PČR, v letech 2016 až 2020 zastupitel Libereckého kraje, od roku 2018 člen předsednictva SPD.

## Život
Vystudoval Vojenskou střední odbornou školu tankovou a automobilní v Nitře. Po roce 1989 vystudoval Vojenskou akademii v Brně, kterou ukončil s vyznamenáním a jako nejlepšímu studentovi v ročníku mu byla udělena Akademická pochvala (promoval v roce 1995, získal titul Ing.) Postupně pracoval v různých základních velitelských, štábních, vedoucích, kontrolních a řídících funkcích v armádě a později na GŠ AČR a MO. Působil také řadu let v mezinárodních štábech na armádních zahraničních pracovištích. Známá je i jeho přednášková a publikační činnost v rámci armády. Je nositelem medaile Za službu vlasti, kterou propůjčuje prezident republiky na návrh vlády, medaile Za službu v zahraničí a Záslužného kříže MO ČR. Dále je nositelem medailí za službu v ozbrojených silách I., II. a III. třídy a celé řady dalších resortních vyznamenání. Je také novodobým válečným veteránem. Od roku 2010 je plukovníkem v záloze.[zdroj?]
Od roku 2015 je členem Programové komise SPD, které od 23. června 2020 předsedá, a zároveň je expertem hnutí na oblast armády.
Radovan Vích je ženatý, má dvě dospělé děti a žije ve městě Liberec. Mezi jeho záliby patří historie a faleristika.[zdroj?]

## Politické působení
V roce 2015 byl jedním ze zakládajících členů SPD v Libereckém kraji a od dubna 2016 je zároveň předsedou Regionálního klubu hnutí.
V krajských volbách v roce 2016 byl zvolen jako člen SPD z pozice lídra kandidátky subjektu „Koalice Svoboda a přímá demokracie – Tomio Okamura (SPD) a Strana Práv Občanů“ zastupitelem Libereckého kraje. Ve volbách v roce 2020 post krajského zastupitele za hnutí SPD obhájil. Z funkce zvoleného krajského zastupitele ale před ustavujícím jednáním nově zvolených zastupitelů odstoupil.[zdroj?]
Ve volbách do Poslanecké sněmovny PČR v roce 2017 byl lídrem hnutí SPD v Libereckém kraji a z této pozice se stal poslancem a také místopředsedou sněmovního Výboru pro obranu. V uvedeném volebním období byl dále členem Bezpečnostního výboru, podvýboru pro armádní akvizice a Stálé komise pro kontrolu činnosti Vojenského zpravodajství.[zdroj?]
V červenci 2018 byl na sjezdu hnutí SPD v Praze nově zvolen členem předsednictva hnutí, získal 138 hlasů. V komunálních volbách v roce 2018 kandidoval ze čtvrtého místa kandidátky hnutí SPD do Zastupitelstva města Liberec, ale neuspěl.
V lednu 2019 obhájil na VI. Regionální konferenci SPD Libereckého kraje pozici předsedy na období dalších tří let.[zdroj?]
Ve volbách do Poslanecké sněmovny PČR v roce 2021 byl lídrem hnutí SPD v Libereckém kraji. Ve volbách uspěl a obhájil svůj poslanecký mandát, když SPD získalo v Libereckém kraji celkově 11 % a on sám obdržel 1 460 (5,98 %) preferenčních hlasů. Je předsedou Kontrolního výboru Poslanecké sněmovny a členem Výboru pro obranu, Stálé komise pro kontrolu činnosti Vojenského zpravodajství a podvýboru pro armádní akvizice. V listopadu 2021 na IX. Regionální konferenci SPD Libereckého kraje obhájil funkci předsedy na období dalších tří let.[zdroj?] V listopadu 2024 byl na XII. Regionální konferenci SPD Libereckého kraje opět zvolen krajským předsedou. V prosinci 2021 a poté opět v dubnu 2024 obhájil post člena předsednictva hnutí SPD.
Ve volbách do Poslanecké sněmovny Parlamentu ČR v roce 2025 je z pozice člena hnutí SPD lídrem společné kandidátky SPD, Trikolory, Svobodných a PRO v Libereckém kraji.